# Wahlheim
Wahlheim è un comune di 601 abitanti della Renania-Palatinato, in Germania.
Appartiene al circondario (Landkreis) di Alzey-Worms (targa AZ) ed è parte della comunità amministrativa (Verbandsgemeinde) di Alzey-Land.
Il paese fu reso famoso da Goethe siccome ambientò qui I dolori del giovane Werther. I dolori del giovane Werther, scritto da Goethe, è motivo di grande orgoglio e vanto per la cittadina, in quanto rappresenta l'assolutismo principesco della Germania pre-rivoluzionaria.